# Содикова, Насиба Нуруллоевна
Насиба Нуруллаевна Садыкова (тадж. Насиба Нуруллозода Содики; род. 3 мая 1968, Душанбе) — таджикский философ, учёный и государственный деятель. Доктор философских наук, профессор, заслуженный деятель науки и образования Республики Таджикистан. Депутат Маджлиси Оли V и VI созывов (2015—2025).

## Биография
В 1985 году окончила среднюю школу № 12 г. Душанбе. В 1990 году завершила обучение на отделении индийской филологии факультета восточных языков Таджикского государственного университета им. В. И. Ленина.
С 1990 года работает в Институте философии, политологии и права имени А. Баховаддинова Академии наук Республики Таджикистан. Прошла путь от старшего лаборанта до заместителя директора по науке и образованию. С 2009 по 2023 год — заместитель директора института, ранее — учёный секретарь, старший научный сотрудник и ст. инспектор.
С 1 марта 2015 года по 2020 год — депутат Маджлиси Оли V созыва, заместитель председателя Комитета по законодательству и правам человека. В 2020 году вновь избрана депутатом VI созыва, возглавила Комитет по науке, образованию, культуре и молодёжной политике.

## Научная деятельность
В 2001 году присуждена степень кандидата философских наук, в 2008 — степень доктора философских наук. Учёное звание доцента по специальности «история философии» присвоено в 2006 году, звание профессора — в 2022 году.
Общий стаж научной и педагогической деятельности — более 30 лет, из них 26 лет в высшей школе. Читает курсы по истории философии, философии науки, политологии, философии религии и культурологии.
Под её научным руководством защитились 8 кандидатов наук, в настоящее время курирует 4 аспирантов и 1 докторанта. Автор 4 монографий и более 100 научных публикаций, включая 12 учебных пособий и 5 трудов, используемых в образовательном процессе.
Член редакционной коллегии и соавтор многотомных изданий История таджикской философии на русском и таджикском языках.
Основные научные интересы: онтология и гносеология, философская антропология, история философии, культурология. Регулярно выступает на международных конференциях в Таджикистане и за рубежом.

## Награды и звания
- Заслуженный деятель науки и образования Республики Таджикистан
- Медаль «30 лет Независимости Республики Таджикистан»
- Премия имени Исмоила Сомони
- Премия молодых учёных АН РТ
- Памятные часы Президента Республики Таджикистан (дважды)
- Почётные грамоты Президиума АН РТ
- Награды Межпарламентской ассамблеи СНГ

## Личная жизнь
Замужем, мать троих детей.